# Claudie Guyennon-Duchêne
Claudie Guyennon-Duchêne est une illustratrice française dans la presse et dans l'édition. Elle est née à Lyon le 27 février 1964,,,.

## Formation
Elle a obtenu le Diplôme national supérieur d'expression plastique, option communication, de l'École nationale supérieure des beaux-arts de Lyon en 1992 avec les félicitations du Jury.

## Inspiration et techniques
Elle a une prédilection pour les carnets de voyages, les livres-objets, les maternités, l'enfance. Elle a rapporté de nombreux carnets de voyages de ses séjours en Italie, Inde ou Afrique. Ses techniques oscillent entre sculpture textile, eau-forte, collagraphie, monotype, broderie, feutre, collage, peinture. Ses œuvres ont été exposées plus d'une quinzaine de fois.

### En tant qu'illustratrice
- Danemark, photos : Philippe Ribière ; textes : Fabienne Valière, Grandir, 2007
- Siaka, recueilli par Françoise Diep et François Moïse Bamba, 2007
- La Femme poisson (avec 1 CD), Mamadou Sall, Lirabelle, 2005
- On rêve d'avoir un chat, Vanessa Vérillon, Desclée De Brouwer, 2004
- Chanter contre le racisme (avec 1 CD), Heliane Bernard (direction littéraire) ; Alexandre Faure (direction artistique) ; Maxime Le Forestier, Claude Nougaro, Manu Chao (chant), Mango, 2002[6],[7]
- Vieux Caïman : contes des grandes îles de la mer Caraïbe, Mimi Barthélémy, Lirabelle, 2001
- Le Héron, Jean de La Fontaine, Desclée de Brouwer, 2001
- Le Tout Petit Garçon et la Mouche, Praline Gay-Para, Grandir, 2000
- Sept petites histoires du fond des mers, collectif, avec les enfants de sept classes de Montivilliers, Bibliothèque Condorcet, 1999
- Le Journal de Bébé, Hélène Bernard, Mango, 1997
- Le Maître sorcier, Arra M'baye, Nouvelles Éditions africaines, 1994, réédité en 2010

### En tant qu'auteure
- Ginettes, avec le poème de Sophie Braganti, édition de l'artiste, 2017
- Bébé bleu, Lirabelle, 2011
- Slovénie, avec Philippe Ribière, Grandir, 2006
- Une journée avec Mireille, Grandir, 2005
- Clara et Caruso, Grandir, 1998
- Mon jardin-poème, avec Armand Monjo, Grandir, 1998
- Adewi Komé, la nuit, Grandir, 1996